# كبريتيت الصوديوم
كبريتيت الصوديوم هو مركب كيميائي له الصيغة Na2SO3، يتميز بقابليته الكبيرة للأكسدة.
لذلك فإنه يدخل في العديد من التطبيقات التي تحتاج إلى عامل مرجع لطيف.

## التحضير
يحضر هذا المركب تجارياً من تمرير غاز ثاني أكسيد الكبريت بمحلول من كربونات الصوديوم (رماد الصودا) فيتشكل لدينا بيكبريتيت الصوديوم بشكل رئيسي، والذي يتحول إلى كبريتيت الصوديوم وذلك
برفع قلوية الوسط بإضافة كمية أكبر من رماد الصودا إلى المحلول وبالتبخير حتى تمام تحرير ثاني أكسيد الكربون CO2.
يبخر المحلول بعد ترقيده فتتشكل لدينا بلورات من Na2SO3.7H2O عند التبريد.

## الاستخدامات
- يستخدم كعامل مضاد للكلور أثناء عملية القصر في الصناعات النسيجية والورقية.
- كمادة حافظة في الصناعات الغذائية.
- يستخدم في تحضير محاليل تحميض الأفلام لمنع أكسدة الهيدروكينون والعوامل الأخرى.
- يستخدم لإزالة الأكسجين من مياه المراجل البخارية (oxygen scavenger) وذلك لمنع التآكل والتكلس.